# Northampton (Massachusetts)
Northampton es una ciudad ubicada en el condado de Hampshire en el estado estadounidense de Massachusetts. En el censo de 2010 tenía una población de 28.549 habitantes y una densidad poblacional de 308,31 personas por km². Se encuentra a orillas del río Connecticut.
En esta ciudad murió en enero de 1933 el trigésimo presidente de Estados Unidos, Calvin Coolidge.

## Geografía
Northampton se encuentra ubicada en las coordenadas 42°19′37″N 72°40′29″O / 42.32694, -72.67472. Según la Oficina del Censo de los Estados Unidos, Northampton tiene una superficie total de 92,6 km², de la cual 88,69 km² corresponden a tierra firme y (4,22%) 3,91 km² es agua.

## Demografía
Según el censo de 2010, había 28.549 personas residiendo en Northampton. La densidad de población era de 308,31 hab./km². De los 28.549 habitantes, Northampton estaba compuesto por el 87,66% blancos, el 2,72% eran afroamericanos, el 0,29% eran amerindios, el 4,07% eran asiáticos, el 0,05% eran isleños del Pacífico, el 2,48% eran de otras razas y el 2,74% pertenecían a dos o más razas. Del total de la población el 6,75% eran hispanos o latinos de cualquier raza.